# Яна Бирде
Яна Бирде (баш. Яңыбирҙе) — село в Чекмагушевском районе Республики Башкортостан Российской Федерации. Входит в состав Резяповского сельсовета.

## География

### Географическое положение
Расстояние до:
- районного центра (Чекмагуш): 27 км,
- ближайшей ж/д станции (Буздяк): 86 км.

## Население
| 2002 | 2009 | 2010 |
| ---- | ---- | ---- |
| 364  | ↘349 | ↘324 |

Национальный состав
Согласно переписи 2002 года, преобладающие национальности — башкиры (54 %), татары (46 %).